# Linus Roache
Linus Roache, de son vrai nom Linus William Roache, né le 1er février 1964 à Manchester, (Angleterre), est un acteur britannico-américain.
Principalement connu du grand public pour son apparition en tant que Thomas Wayne dans Batman Begins (2005), il joue également dans les deux dernières saisons de la série télévisée Homeland.

## Biographie
Fils de l'acteur William Roache et de l'actrice Anna Cropper, il est monté sur les planches en tant que comédien pour la Royal Shakespeare Company.
Sa carrière au cinéma prend son envol en 1994 lorsqu'il interprète le premier rôle du jeune prêtre homosexuel Greg Pilkington dans Prêtre, un film britannique réalisé par Antonia Bird qui remporte le prix du public du Festival international du film de Toronto 1994 et le Teddy Award à la Berlinale 1995. En 2004, il interprète le purificateur dans Les Chroniques de Riddick.
En 2005, il obtient le rôle du père de Bruce Wayne, le docteur Thomas Wayne, dans le premier film de la trilogie The Dark Knight de Christopher Nolan, Batman Begins. En 2008, il décroche son plus grand rôle jusque-là, dans la série télévisée New York, police judiciaire. Il y interprète le premier substitut Michael Cutter. En 2012, il est l'un des personnages de la minisérie télévisée Titanic. Six ans plus tard, il rejoint Homeland en tant que David Wellington, chef de cabinet de la Maison-Blanche.

## Filmographie

### Cinéma

#### Court métrage
- 2006 : A Through M : The Voice of the Party
- 2009 : Out Here in the Fields: The Field on Beach Lane : Narrateur
- 2010 : Mean to Me :

#### Long métrage
- 1985 : No Surrender : Ulster Boy
- 1986 : Link
- 1992 : Seiden RG Veda (vidéo) : Yasha (voix anglaise)
- 1994 : Prêtre : Père Greg Pilkington
- 1997 : Les Ailes de la colombe : Merton Densher
- 1999 : The Venice Project : Count Jacko / Count Giaccomo
- 1999 : Siam Sunset : Perry Roberts
- 2000 : Best : Denis Law
- 2000 : Pandemonium : Samuel Coleridge
- 2002 : Mission Évasion : Capitaine Peter A. Ross
- 2003 : Sans frontière (Beyond Borders) : Henry Bauford
- 2003 : La Nuit des otages : John McCarthy
- 2004 : Mémoire effacée : L'extra-terrestre
- 2004 : Les Chroniques de Riddick : Le purificateur
- 2005 : 12 and Holding : Jim Carges
- 2005 : Batman Begins : Thomas Wayne
- 2006 : Jugez-moi coupable : Sean Kierney
- 2006 : Un nom pour un autre : M. Lawson
- 2007 : Broken Thread : Ram
- 2008 : Yonkers Joe : Teddy
- 2008 : Before the Rains : Henry Moores
- 2012 : Supercapitalist : Mark Patterson
- 2013 : Innocence : Miles Warner
- 2014 : Non-Stop : David McMillan
- 2014 : Division 19 : Charles Lynden
- 2017 : Hochelaga, terre des âmes : Colonel Philip Thomas
- 2018 : Mandy de Panos Cosmatos : Jeremiah Sand
- 2019 : The Last Full Measure de Todd Robinson
- 2022 : My Policeman de Michael Grandage : Tom Burgess âgé

### Télévision

#### Téléfilm
- 1998 : Une balle en plein cœur (Shot Through the Heart) : Vlado
- 2002 : RFK de Robert Dornhelm : Robert Kennedy
- 2002 : Churchill, pour l'amour d'un empire (The Gathering Storm) : Ralph Wigram
- 2006 : Les Dix Commandements : Aaron
- 2011 : The Miraculous Year : Scott Vance
- 2012 : The Making of a Lady : James Walderhurst
- 2012 : Dark Horse : Sénateur Ethan Teras

#### Série télévisée
- 1976 : The Onedin Line (saison, épisode  : Quarantine) : Boy
- 1987 : A Sort of Innocence : Richard Davison
  - (saison 1, épisode 04)
  - (saison 1, épisode 05)
  - (saison 1, épisode 06)
- 1989 : Saracen (saison, épisode  : Starcross) : Daniel McAvaddy
- 1990 : Screenplay (saison, épisode  : Keeping Tom Nice)
- 1990 : Omnibus (saison, épisode  : Van Gogh) : Vincent
- 1992 : Shakespeare: The Animated Tales (minisérie) (saison, épisode  : Romeo and Juliet) : Romeo (voix)
- 1992 : Screen One (saison, épisode  : Black and Blue) : DS Brian Tait
- 1994 : How High the Moon (minisérie)
- 1994 : Seaforth (9 épisodes) : Bob Longman
- 2006 - 2007 : Kidnapped (13 épisodes) : Andrew Archer
- 2008 - 2010 : New York, police judiciaire (Law and Order) (63 épisodes) : Premier substitut Michael Cutter
- 2010 : Coronation Street (5 épisodes) : Lawrence Cunningham/Peter Barlow
- 2011 - 2012 : New York, unité spéciale (Law and Order: Special Victims Unit) : Premier substitut Michael Cutter (saison 13, 4 épisodes)
- 2012 : Titanic (minisérie) : Hugh, comte de Manton
- 2014 - 2017 : Vikings (32 épisodes) : Ecbert, roi de Wessex
- 2014 : Blacklist (saison 1, épisode 20 : Le Faiseur de Roi (The Kingmaker)) : Le Faiseur de Roi
- 2017-2020 : Homeland : David Wellington
- 2017-2020 : Commissaire Bancroft : Tim Fraser
- 2022 : The Recruit